# Виноградово (Шекснинский район)
Виноградово — деревня в Шекснинском районе Вологодской области.
Входит в состав сельского поселения Сиземского (с 1 января 2006 года по 8 апреля 2009 года входила в Еремеевское сельское поселение), с точки зрения административно-территориального деления — в Еремеевский сельсовет.
Расстояние до районного центра Шексны по автодороге — 33 км, до центра муниципального образования Чаромского по прямой — 9 км. Ближайшие населённые пункты — Шигоево, Матвеевское, Андрюшино, Всходы, Борисово, Пыряево.
По переписи 2002 года население — 4 человека.